# Зверєв Василь Васильович
Васи́ль Васи́льович Зве́рєв (рос. Василий Васильевич Зверев; 24 листопада 1908 — 11 березня 1947) — радянський військовий льотчик, підполковник авіації (24.03.1942). Герой Радянського Союзу (1939).

## Життєпис
Народився в колишньому селі Велике Кузьміно, нині — в межах міста Санкт-Петербург. Росіянин. З 1917 року мешкав в Україні: спочатку в Одесі, з 1919 року — в селі Копані Вознесенського району Миколаївської області, де закінчив 7 класів у 1921 році. З 1923 по 1927 роки працював будівельником-штукатуром будівельного бюро м. Первомайська Миколаївської області, у 1928—1929 роках — в будконторі на станції Костянтинівка Донецької області, у 1929—1930 роках — в радгоспі імені Лейтенанта Шмідта м. Очаків Миколаївської області.
До лав РСЧА призваний у жовтні 1930 року Велико-Врадіївським РВК Одеської (нині — Миколаївської) області. У травні 1931 року закінчив полкову школу 283-го стрілецького полку (м. Ананьїв) 95-ї стрілецької дивізії (м. Первомайськ) і до серпня 1932 року служив у цій школі молодшим командиром.
У грудні 1933 року закінчив Оренбурзьку військову авіаційну школу льотчиків і льотчиків-спостерігачів. З грудня 1933 року — молодший, згодом — старший льотчик 90-ї важкої бомбардувальної авіаційної ескадрильї (сел. Моніно, Московська область), з січня 1937 року — командир ланки 18-ї швидкісної бомбардувальної авіаційної ескадрильї (м. Калінін). Літав на бомбардувальниках ТБ-3 і СБ.
З травня по серпень 1938 року брав участь у бойових діях у Китаї. Як командир бомбардувального авіаційного загону та командир ескадрильї здійснив 18 бойових вильоти на бомбардувальнику СБ, брав участь у потопленні японських кораблів.
Після повернення у СРСР до лютого 1939 року продовжував службу командиром ланки 18-ї швидкісної бомбардувальної ескадрильї. У травні 1939 року закінчив Липецькі вищі авіаційні курси удосконалення.
Учасник боїв з японцями на Халхин-Голі: протягом червня — вересня 1939 року здійснив 15 бойових вильотів у складі 150-го бомбардувального авіаційного полку.
У вересні 1939 року як помічник командира 16-ї швидкісної бомбардувальної авіаційної бригади брав участь у радянському вторгненні в Польщу.
З листопада 1939 року — льотчик-інспектор відділу бомбардувальної авіації Управління бойової підготовки ВПС РСЧА.
З грудня 1939 по березень 1940 року у складі 15-ї швидкісної бомбардувальної авіаційної бригади брав участь у радянсько-фінській війні. Здійснив 10 бойових вильотів на бомбардувальнику СБ.
До січня 1942 року продовжив службу на посаді льотчика-інспектора УБП ВПС РСЧА. З січня 1942 року — льотчик-інспектор бомбардувальної авіації Інспекції ВПС РСЧА. У червні 1943 року закінчив прискорений курс Військово-повітряної академії. З липня 1943 до квітня 1944 року — льотчик-інспектор 3-ї резервної авіаційної бригади.
З квітня по грудень 1944 року — льотчмк-інспектор з техніки пілотування 231-ї (з жовтня 1944 — 12-ї гвардійської) штурмової авіаційної дивізії на 2-му Українському фронті. Здійснив 3 бойових вильоти на штурмовику Іл-2.
Через хворобу до лютого 1945 року перебував на лікуванні у військовому шпиталі в м. Арад (Румунія). З квітня 1945 року підполковник В. В. Зверєв — у запасі. Мешкав у Москві, де й помер. Похований на Донському кладовищі.

## Нагороди
Указом Президії Верховної Ради СРСР від 22 лютого 1939 року «за зразкове виконання завдань уряду по зміцненню оборонної моці Радянського Союзу та виявлений при цьому героїзм» майору Зверєву Василю Васильовичу присвоєне звання Героя Радянського Союзу з врученням ордена Леніна (№ 4171). Після введення особливого знаку відзнаки — медалі «Золота Зірка» отримав нагороду за № 118.
Нагороджений також орденами Червоного Прапора (29.08.1939), Червоного Прапора МНР (10.08.1939) і двома медалями.